# Helmut Berger
Helmut Berger, nascido Helmut Steinberger (Bad Ischl, 29 de maio de 1944 – Salzburgo, 18 de maio de 2023), foi um ator austríaco de cinema e televisão. Ficou famoso por seu trabalho com Luchino Visconti, particularmente em seu desempenho como o rei Luís II da Baviera em Ludwig, pelo qual ele recebeu um prêmio especial David di Donatello, e sua performance em Os Deuses Malditos pela qual ele foi indicado para um Globo de Ouro. Ele aparece principalmente no cinema europeu, mas também atuou em produções americanas como The Godfather Part III, bem como uma participação na novela, Dinastia.
Depois de sofrer várias crises de pneumonia, Berger anunciou sua aposentadoria da atuação em novembro de 2019 e que queria passar os anos restantes longe do público.

## Infância e educação
Berger nasceu em Bad Ischl, na Áustria, em uma família de hoteleiros. Depois de receber seu Abitur, Berger inicialmente treinou e trabalhou nesse campo, embora não tivesse interesse na gastronomia ou na indústria da hospitalidade. Aos dezoito anos, ele se mudou para Londres, na Inglaterra, onde fez bicos, enquanto fazia aulas de teatro. Depois de estudar línguas na Universidade de Perugia, na Itália, Berger se mudou para Roma, na Itália.

## Carreira

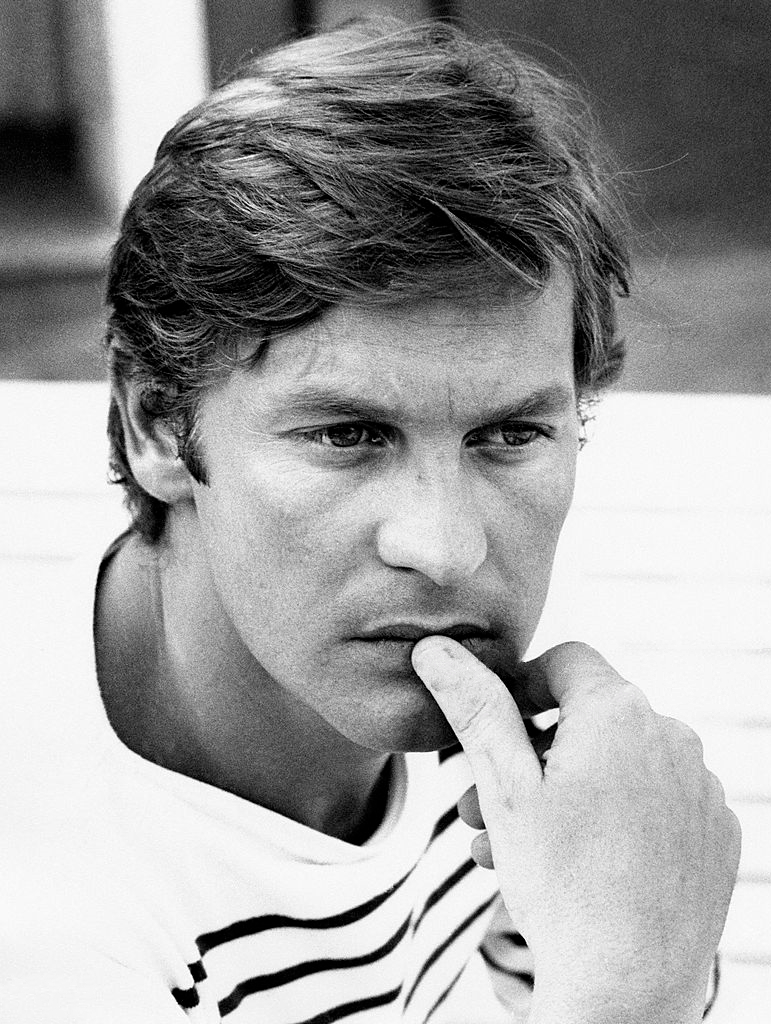
Helmut Berger em 1973

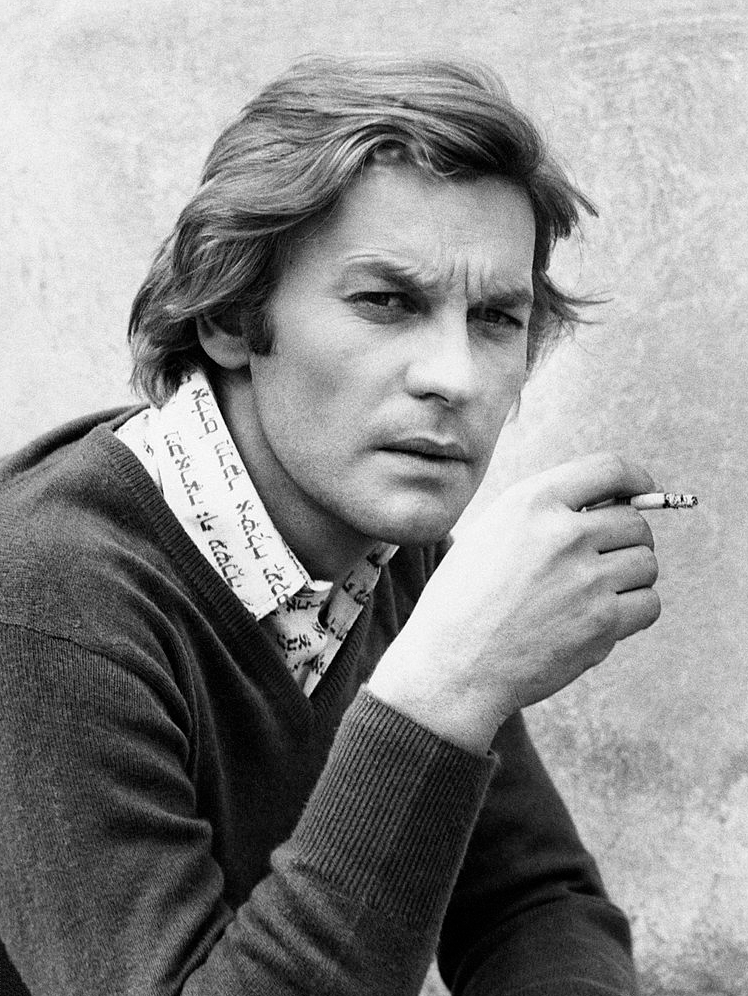
Helmut Berger em sua casa, em Roma, 1974

### Até 1976
Ele conheceu o diretor de cinema Luchino Visconti em 1964. Visconti deu-lhe o seu primeiro papel no filme Le streghe (As Bruxas, 1967) (no episódio "La Strega Bruciata Viva"), mas ganhou proeminência internacional como o amoral Martin von Essenbeck em The Damned (Os Deuses Malditos) de Visconti (1969). Nesse filme, na que talvez seja sua cena mais conhecida, ele finge ser Marlene Dietrich no filme O Anjo Azul (1930). 
Seguiu-se no papel-título na adaptação de Oscar Wilde a Dorian Gray (1970) e um papel principal no filme de drama italiano ganhador do Oscar, Il giardino dei Finzi-Contini (O Jardim dos Finzi-Continis) (1970). Em Ludwig, de Visconti (1972), Berger retrata Luís II da Baviera desde sua juventude florescente até seus últimos anos dissolutos. Essa performance lhe rendeu um prêmio David di Donatello e talvez seja seu papel mais famoso. 
Em 1974, Berger estrelou com Burt Lancaster, no filme de Visconti Conversation Piece. A história do filme, é muitas vezes considerada como uma alegoria da relação pessoal entre Berger e Visconti. Em várias ocasiões Berger mencionou este filme como seu favorito.
A seguir, ele desempenhou papéis de protagonista em produções internacionais, como Ash Wednesday (Meu Corpo em Tuas Mãos) (1973), ao lado de Elizabeth Taylor e The Romantic Englishwoman (1975), ao lado de Michael Caine. Nessa época, fotógrafos conhecidos como Helmut Newton, Mary Ellen Mark e David Bailey publicaram uma série de fotos dele. Andy Warhol fez polaroides dele e produziu serigrafias. Berger também foi, em 1970, ao lado de sua então namorada Marisa Berenson, o primeiro homem na capa da Vogue.

### Após 1976
Após a morte de seu parceiro Luchino Viscont,i em 1976, passou por uma crise pessoal. Exatamente um ano após a morte de Visconti, Berger tentou cometer suicídio, mas foi encontrado a tempo de ser salvo. Nos anos seguintes, o abuso de drogas e álcool obscureceu sua carreira de ator. 
Em 1980 foi escalado por Claude Chabrol como a personagem Fantômas antes de ir para a América para trabalhar na televisão no papel de Peter De Vilbis em nove episódios (1983-1984) da novela norte-americana Dynasty, que ele disse ter feito apenas pelo dinheiro. Ele diria mais tarde que estava "chorando no caminho para o set, mas rindo no caminho para o banco". Esta foi sua última aparição em uma série de televisão. Ele continuou trabalhando nos EUA em vários projetos, mais notadamente estrelando Code Name: Emerald em 1985. Na Europa, atuou na minissérie de TV The Betrothed em 1989.
Em 1990, Berger apareceu em The Godfather Part III. Em 1993, Berger reprisou seu papel como rei Ludwig II no aclamado filme Ludwig 1881. Ao longo da segunda metade da década de 1990, ele se concentrou principalmente em produções europeias, atuando em filmes dirigidos por Christoph Schlingensief, Yves Boisset e muitos outros.
Em 1997, Quentin Tarantino incluiu algumas imagens de arquivo do filme Beast com uma arma em seu filme Jackie Brown e agradeceu Berger nos créditos finais por sua performance poderosa.

### Anos 2000
Entre o início dos anos 2000 até 2009, Berger se retirou do mundo da atuação, mudando-se para Salzburgo para cuidar de sua mãe doente. Ela morreu em 2009. Desde então, ele voltou a atuar em produções cinematográficas maiores.
Em 2012, Schwarzkopf & Schwarzkopf Verlag publicou Helmut Berger - A Life in Pictures, um livro de mesa, sobre sua vida, apresentando muitas fotografias inéditas da vida pessoal e de filmes, além de ensaios em alemão, inglês, italiano e francês. O livro foi bem recebido pela imprensa.
No filme de suspense Iron Cross (2009) Berger interpretou Shrager, um personagem idoso que se acredita ser um antigo comandante da SS responsável pelo assassinato de judeus durante a Segunda Guerra Mundial. Nos últimos anos, Berger atuou em dois filmes dirigidos por Peter Kern - Blutsfreundschaft (exibido no 60º Festival Internacional de Cinema de Berlim (2010)) e Mörderschwestern (2011). 
Em 2014, Berger apareceu em Saint Laurent como o idoso Yves Saint Laurent, pelo qual foi "celebrado" no Festival de Cinema de Cannes. O curta-metragem Art!, no qual teve um papel de protagonista, estreou mundialmente no Paris Independent Film Festival em 2015. Mais recentemente, protagoniza o papel de Professor Martin no filme Timeless de Alexander Tuschinski, lançado em 2016.
Em 2015, o cineasta austríaco Andreas Horvath lançou um documentário sobre Helmut Berger chamado Helmut Berger, Ator. O filme estreou no Festival de Cinema de Veneza. Na revista Artforum, o diretor de cinema americano John Waters escolheu Helmut Berger, Ator como o Melhor Filme do ano de 2015.
Em 22 de fevereiro de 2018, a estreia da peça de Albert Serra, Liberté, estrelada por Berger e Ingrid Caven, foi apresentada no teatro Volksbühne, em Berlim. A peça foi programada para ser realizada ao longo de 2018.

## Prêmios
Em 1969, Berger foi indicado ao Globo de Ouro por seu papel em The Damned e, em 1973, ganhou um David di Donatello - o equivalente italiano de um Oscar - por sua atuação em Ludwig.
Em 2007, ele recebeu um especial Teddy Award no 57º Festival Internacional de Cinema de Berlim (2007) por suas realizações profissionais em geral.
Em 2010, Berger recebeu dois Prix Lumières no Festival de Cinema de Lumière, em Lyon, e também a "chave de ouro" da cidade.
Em 2011, ele recebeu um Prêmio Kristián, no festival de cinema tcheco Febiofest "por contribuições ao cinema mundial".

## Vida pessoal e morte
Helmut Berger foi abertamente bissexual. Ele manteve relacionamentos, com seu diretor e mentor Visconti e a atriz Marisa Berenson. Berger se casou com a escritora italiana Francesca Guidato em 19 de novembro de 1994, eles viviam em separados. Outros relacionamentos incluíram Rudolf Nureyev, Britt Ekland, Ursula Andress, Nathalie Delon, Tab Hunter, Florinda Bolkan, Elizabeth Taylor, Marisa Mell, Anita Pallenberg, Marilu Tolo, Jerry Hall, Bianca e Mick Jagger.
Em 2012, Berger apareceu no Ich bin ein Star - Holt mich hier raus !. Ele teve que sair por motivos de saúde depois de apenas dois dias.
Berger morreu em 18 de maio de 2023, aos 78 anos, em Salzburgo.

## Filmografia
(director em parênteses; em todos os filmes, exceto quando citado.)
- 1967: Le streghe (The Witches) (Luchino Visconti) como o jovem no Hotel (segment "La Strega Bruciata Viva")
- 1968: I giovani tigri (Antonio Leonviola) como Dario
- 1969: Sai cosa faceva Stalin alle donne? (Maurizio Liverani) como Aldo
- 1969: Os Deuses Malditos (Luchino Visconti) como Martin Von Essenbeck
- 1970: Dorian Gray (Massimo Dallamano) como Dorian Gray
- 1970: O Jardim dos Finzi-Continis (Vittorio De Sica) como Alberto
- 1971: Un beau monstre (Sergio Gobbi) como Alain Revent
- 1971: Una farfalla con le ali insanguinate (Duccio Tessari) como Giorgio
- 1972: La colonna infame (Nelo Risi) como Arconati
- 1973: Reigen (Otto Schenk) como Der Junge Herr / The Youngman / Alfred
- 1973: Les Voraces (Sergio Gobbi) como Kosta
- 1973: Ludwig (Luchino Visconti) como Ludwig
- 1973: Ash Wednesday (Larry Peerce) como Erich
- 1974: Violência e Paixão (Luchino Visconti) como Konrad Huebel
- 1975: Order to Kill (José G. Maesso) como Clyde Hart
- 1975: The Romantic Englishwoman (Joseph Losey) como Thomas
- 1976: Salon Kitty (Tinto Brass) como Helmut Wallenberg
- 1976: Victory at Entebbe (Marvin Chomsky) como Wilfried Böse
- 1977: Beast with a Gun (Sergio Grieco) como Nanni Vitali
- 1977: Paperback
- 1978: The Greatest Battle (Umberto Lenzi) como Lt. Kurt Zimmer
- 1978: The Fifth Commandment (Duccio Tessari) como Bernhard Redder
- 1979: Le rose di Danzica (Alberto Bevilacqua) como Baron Erich von Lehner
- 1980: Fantômas (mini-série) (Claude Chabrol) (TV miniseries) como Fantômas / Nanteuil / Gurn / Valgrand
- 1980: Eroina (Massimo Pirri) como Marco
- 1981: Mia moglie è una strega (Castellano & Pipolo) como Asmodeo
- 1982: Deadly Game (aka Die Jäger, Károly Makk) como Boris
- 1983: Femmes (Tana Kaleya) como Helmut
- 1983: Veliki Transport (V. Bulajic) as Colonel Glassendorf
- 1982: Victoria! La gran aventura de un poble (Antoni Ribas) como Tinent Rodríguez Haro
- 1983: Victoria! 2: El frenesì del 17 (Antoni Ribas) como Tinent Rodríguez Haro
- 1983–1984: Dynasty (série de tevlevisão) como Peter De Vilbis
- 1984: Victoria! 3: La razon y el arrebato (Antoni Ribas) como Tinent Rodríguez Haro
- 1985: Code Name: Emerald (Jonathan Sanger) como Ernst Ritter
- 1988: Faceless (Jess Franco) como Docteur Flamand
- 1988: Act of Revenge (Salvatore Nocita)
- 1989: La Puritana (Nini Grassia) como Carlo Martora-Doctor
- 1990: The Godfather Part III (Francis Ford Coppola) as Frederick Keinszig
- 1992: Adelaide (Lucio Gaudino) como Gilas
- 1993: Boomtown (Christoph Schrewe) como Richard Schwarzer
- 1993: Ludwig 1881 (F. Dubini / D. Dubini) como King Ludwig II
- 1995: L'affaire Dreyfuss (Yves Boisset) como Schwartzkoppen
- 1996: L'ombra del faraone (S. Ben Barka)
- 1996: Teo (Cinzia TH Torrini) como Signor Mastrovito
- 1997: Die 120 Tage von Bottrop (Christoph Schlingensief) como Ele mesmo
- 1997: Last Cut (Marcello Avallone)
- 1999: Under the Palms (M. Kruishoop) como David
- 2004: Honey Baby (Mika Kaurismäki) como Karl / Hades
- 2005: Damals warst du still (R. Matsutani) como Fabian Plessen
- 2009: Zapping Alien (V. Zeplichal) as Jack / 00Y / Georg II
- 2009: Blutsfreundschaft (Peter Kern) como Gustav Tritzinsky
- 2009: Iron Cross (Joshua Newton) como Shrager / Vogler
- 2011: Mörderschwestern (Peter Kern) como Dr. Schleier
- 2013: The Devil's Violinist (Bernard Rose) como Lord Burghersh
- 2014: Saint Laurent (Bertrand Bonello) como Yves Saint Laurent en 1989
- 2016: Timeless (Alexander Tuschinski) como Professor Martin